# 580. grenadirski polk (Wehrmacht)
580. grenadirski polk (izvirno nemško 580. Grenadier-Regiment; kratica 580. GR) je bil pehotni polk Heera v času druge svetovne vojne.

## Zgodovina
Polk je bil ustanovljen 15. oktobra 1942 s preimenovanjem 580. pehotnega polka; dodeljen je bil 306. pehotni diviziji.
Uničen je bil avgusta 1944.